# 阿扎線
阿扎線は、内モンゴル自治区のアロン旗からジャラントン市までの全長59.6キロメートルの鉄道で、ハルビン鉄道局が運営している。

## 歴史
阿扎線プロジェクトの総投資額は約8億元で、ハルビン鉄道局、中国鉄道資源有限公司、東照長泰投資集団、阿龍旗蒙溪水泥有限公司を含む投資会社4社が出資する。 建設のために銀行から商業融資を受ける予定である。。2008年8月末に事業化可能性調査認可と予備設計審査が行われ、関係者が現場に入り、着工に向けてさまざまな準備が進められた。同年12月、鉄道省は阿扎線に関する実現可能性調査報告書を承認した。。2009 年 6 月 2 日、阿扎線の建設が正式に開始された。鉄道は完成し、2013年12月に試験運行が開始される予定だ。この鉄道は 2016 年 4 月 1 日に正式に貨物営業を開始した。